# Katy Mixon
Katy Mixon (30 de março de 1981) é uma atriz e dubladora norte-americana. Ela começou sua carreira fazendo papéis coadjuvantes em filmes como O Preço do Silêncio (2005), Surpresas do Amor (2008) e Intrigas de Estado (2009), antes de conseguir o papel de April Buchanon na série de comédia da HBO Eastbound & Down (2009–2013). Também participou da sétima temporada da série Two and a Half Men como Betsy.
De 2010 a 2016, Mixon estrelou a sitcom Mike & Molly como Victoria Flynn, e teve papéis de destaque nos filmes O Abrigo (2011) e A Qualquer Custo (2016), e também participou da dublagem do filme Minions (2015). Em 2016, Mixon começou a estrelar a comédia American Housewife como Katie Otto.

## Biografia
Katy nasceu e cresceu em Pensacola, Flórida; ela tem mais seis irmãs. Frequentou a Escola de Belas Artes do Alabama, em Birmingham, e se formou na Escola Particular de Artes Liberais de Pensacola. Recebeu seu Bacharel em Belas Artes na Carnegie Mellon School of Drama.

## Carreira
Seu primeiro trabalho de atuação veio em 2001, interpretando Calpurnia na apres de Shakespeare no Festival Shakespeare de Utah. Mixon mudou-se para Los Angeles, em 2003, para focar em sua carreira. 
Dixon fez sua estreia cinematográfica em 2005, no thriller The Quiet, estrelado por Elisha Cuthbert, interpretando a personagem Michelle Fell. No ano seguinte, ela apareceu na comédia romântica Encontro ás Escuras. Mixon teve um papel maior na comédia Surpresas do Amor de 2008, onde interpreta a esposa mais jovem de Jon Favreau. Em 2009, ela teve papéis em três filmes: o drama policial The Informers, o thriller político State of Play e a comédia All About Steve com Sandra Bullock. Também naquele ano, ela conseguiu seu primeiro papel de destaque na comédia da HBO, Eastbound & Down, como April Buchanon.
Em 2010, Mixon começou a estrelar a sitcom Mike & Molly como Victoria Flynn, contracenando com Melissa McCarthy. A série terminou em 2016 após seis temporadas e 127 episódios. Em 2011, Mixon co-estrelou ao lado de Jessica Chastain e Michael Shannon o drama independente aclamado pela crítica Take Shelter. Ela também teve um papel no filme de ação Drive Angry (2011), estrelado por Nicolas Cage, e dublou a personagem Tina Nelson na animação Minions, de 2015. Em 2016, ela estrelou ao lado de Jeff Bridges e Chris Pine o filme indicado ao Oscar de Melhor Filme, Hell or High Water. No mesmo ano, Mixon conseguiu o primeiro papel principal de sua carreira, na série de comédia American Housewife. Mixon recebeu críticas positivas por seu desempenho como Katie Otto. Ela também foi incluída na lista “One to Watch” da revista People.

## Vida Pessoal
Katy é casada com o atleta norte-americano Breaux Greer, com quem ela tem um relacionamento desde 2013. Eles têm dois filhos, um menino, Kingston Saint Greer, nascido em 19 de maio de 2017  e uma menina, Elektra Saint Greer, nascida em 16 de maio de 2018.

## Filmografia

### Filmes
| Ano  | Filme                          | Personagem         | Notas |
| ---- | ------------------------------ | ------------------ | --- |
| 2005 | The Quiet                      | Michelle Fell      | |
| 2006 | Zombie Prom                    | Coco               | Curta-metragem |
| 2006 | Blind Dating                   | Suzie              | |
| 2008 | Finding Amanda                 | 1ª Garota com Greg | |
| 2008 | Four Christmases               | Susan              | |
| 2009 | The Informers                  | Patty              | |
| 2009 | State of Play                  | Rhonda Silver      | |
| 2009 | All About Steve                | Elizabeth          | |
| 2011 | Take Shelter                   | Nat                | Indicada — Gotham Independent Film Award de Melhor Performance de Elenco                                                                               |
| 2011 | Drive Angry                    | Norma Jean         | |
| 2012 | A Little Something on the Side | Sofia              | Curta-metragem |
| 2015 | Soul Ties                      | Grace              | |
| 2015 | Minions                        | Tina Nelson        | Dublagem |
| 2016 | Hell or High Water             | Jenny Ann          | Venceu — Washington D.C. Area Film Critics Association Award de Melhor Elenco Indicada — Critics' Choice Movie Award de Melhor Elenco em Filme de Ação |

### Televisão
| Ano       | Título                       | Personagem        | Notas                                                         |
| --------- | ---------------------------- | ----------------- | ------------------------------------------------------------- |
| 2008      | My Name Is Earl              | Sheila            | Episódio: "Sweet Johnny"                                      |
| 2009–2010 | Two and a Half Men           | Betsy             | 3 episódios                                                   |
| 2009–2013 | Eastbound & Down             | April Buchanon    | Personagem regular, 20 episódios                              |
| 2010–2016 | Mike & Molly                 | Victoria Flynn    | Personagem regular, 127 episódios                             |
| 2011      | Wilfred                      | Angelique         | Episódio: "Doubt"                                             |
| 2011      | Robot Chicken                | Mary Jane Watson  | Dublagem, episódio: "Major League of Extraordinary Gentlemen" |
| 2013      | Psych                        | Ursula Gibbs      | Episódio: "Cirque du Soul"                                    |
| 2013      | The Looney Tunes Show        | Petunia Pig       | Dublagem, Episode: "Mr. Weiner"                               |
| 2016–2021 | American Housewife           | Katie Otto        |                                                               |
| 2016      | Neo Yokio                    | Sailor Pellegrino | Dublagem, episódio: "A Pop Star of Infinite Elegance"         |
| 2018      | Big Hero 6: The Series       | Barb              | Dublagem, 2 episódios                                         |
| 2018      | Enrolados Outra Vez: A Série | Seraphina         | Dublagem, episódio: "There's Something About Hook Foot"       |